# Хоэндаль, Петер Уве
Петер Уве Хоэндаль (нем. Peter Uwe Hohendahl; род. 1936, Гамбург) — немецкий и американский филолог-германист, историк и социолог немецкой культуры, философской мысли, литературы.

## Биография
Изучал германистику в Гамбурге, Берне и Гёттингене. С середины 1960-х годов живёт и работает в США (Гарвардский университет, университет штата Пенсильвания, университет Вашингтона в Сент-Луисе, с 1977 года — в Корнелле). В 1992—2007 годах возглавлял созданный по его инициативе междисциплинарный Институт исследований немецкой культуры.

## Научные интересы
Книги и многочисленные статьи Хоэндаля посвящены идеям и наследию немецкого Просвещения, радикальной и консервативной мысли в Германии XX в. (Хайдеггер, Эрнст Юнгер, Готфрид Бенн, Карл Шмитт, Теодор Адорно, Хабермас), становлению институтов национальной литературы и литературной критики, идее и функциям университета, феномену немецкой культурной эмиграции.

## Избранные труды
- Литературная критика и Просвещение/ Literaturkritik und Öffentlichkeit. München: Piper, 1974
- Европейский чувствительный роман/ Der europäische Roman der Empfindsamkeit. Wiesbaden: Athenaion, 1977
- Институт литературной критики/ The Institution of Criticism. Ithaca: Cornell University Press, 1982
- Литературная культура эпохи либерализма, 1830—1870/ Literarische Kultur im Zeitalter des Liberalismus 1830—1870. München: C.H. Beck, 1985
- Возводя национальную литературу: пример Германии, 1830—1870/ Building a National Literature. The Case of Germany 1830—1870. Ithaca: Cornell University Press, 1989.
- Переоценки: изменчивые союзы в послевоенной критической теории/ Reappraisals: Shifting Alliances in Postwar Critical Theory. Ithaca: Cornell University Press, 1991.
- История, противостояние, подрыв. Исследования по литературе XIX столетия/ Geschichte, Opposition, Subversion. Studien zur Literatur des 19. Jahrhunderts. Köln: Böhlau, 1993.
- Призматическая мысль. Теодор Адорно/ Prismatic Thought. Theodor W. Adorno. Lincoln: University of Nebraska Press, 1995.
- Генрих Гейне: европейский писатель и интеллектуал/ Heinrich Heine. Europäischer Schriftsteller und Intellektueller. Berlin: Erich Schmidt, 2008
- Переправы: автобиографические заметки/ Übergänge: autobiographische Notate. Bielefeld: Aisthesis, 2008

## Наследие и признание
В апреле 2011 года в Корнеллском университете прошла конференция Литература и критика в публичной сфере, посвященная трудам П. У. Хоэндаля и приуроченная к 75-летию ученого ().